# Jean de La Barde
Pour les articles homonymes, voir Barde.
Jean de La Barde, marquise de Marolle, né en 1600 et mort en 1692, est un ambassadeur suisse.

## Biographie
Employé dans des bureaux aux Affaires étrangères, il obtient la protection de Mazarin et progresse rapidement. Représentant de la France au Congrès d'Osnabrück (1648), il devient ambassadeur en Suisse et conseiller d'État.
On lui doit une Histoire de son temps en latin.